# عبد الله بن جعفر بن أبي طالب
أبو جعفر عبد الله بن جعفر بن أبي طالب الهاشمي القرشي (1 هـ - 80 هـ / 622- م،) صحابي من صغار الصحابة، وأحد رواة الحديث النبوي، وأحد أشهر من عُرف من العرب بجوده وكرمه.

## سيرته
ولد أبو جعفر عبد الله بن جعفر بن أبي طالب في السنة الهجرية الأولى في الحبشة، حيث كانت هجرة أبويه جعفر بن أبي طالب وأسماء بنت عميس، وهو أول مولود ولد بها في الإسلام وقد عاد مع عائلته إلى المدينة المنورة بعد الهجرة النبوية إليها، وعودة مهاجري الحبشة. ولم يمض الكثير حتى توفي أبوه في غزوة مؤتة سنة 8 هـ، فكفل النبي محمد أسرة ابن عمه جعفر بن أبي طالب. وقد تزوجت أمه أسماء بعد أبيه من أبي بكر الصديق، وأنجبت له محمد بن أبي بكر، إلى أن مات عنها، فتزوجت من عم عبد الله علي بن أبي طالب، فأنجبت له يحيى بن علي، فيكون محمد بن أبي بكر، ويحيى بن علي أخويه لأمه.
سمع عبد الله من النبي محمد، وروى عنه أحاديث رغم صغر سنه، لذا فهو معدود في صغار الصحابة، وهو أصغر بني هاشم ممن لهم صحبة للنبي محمد. كما بايع عبد الله بن جعفر وعبد الله بن الزبير النبي محمد سنة 8 هـ، وهما ابنا سبع سنين، فلما رآهما النبي تبسّم، وبسط يده، وبايعهما. وقد نشأ عبد الله بن جعفر في المدينة، وعلا شأنه فيها ونمت تجارته، حتى غدا كبير الشأن فيها، واشتهر عبد الله بالكرم والجود، حتى سُميّ «بحر الجود»، وصار كرمه مضرب الأمثال. كما تناقل المؤرخون أخبار تنعّمه، وحبه للغناء.
وبعد مقتل عثمان وانقسام المسلمين، انضم عبد الله إلى صفوف جيش عمه علي بن أبي طالب، كان قائدًا للواء قريش وأسد وكنانة يوم صفين.
توفي عبد الله بن جعفر سنة 80 هـ، في المدينة المنورة، وكان والي المدينة يومئذ أبان بن عثمان بن عفان، فحضر غُسل عبد الله وكفنه، وصلى عليه، وما فارقه حتى وضعه بالبقيع.
ترك عبد الله بن جعفر من الأبناء:
- جعفر الأكبر وبه كان يكنى، وأمه أم عمرو الأمية بنت خراش بن جحش من بني عبس بن بغيض.
- علي وعون الأكبر ومحمد والعباس وأم كلثوم، وأمهم زينب بنت علي بن أبي طالب.
- الحسين (توفي صغيرًا) وعون الأصغر (قتل مع الحسين بن علي)، وأمهما جمانة بنت المسيب بن نجبة بن ربيعة بن عوف بن رباح من بني فزارة.
- أبو بكر وعبيد الله ومحمد، وأمهم الخوصاء بنت خصفة من بن بكر بن وائل.
- صالح ويحيى وهارون وموسى وجعفر وأم أبيها وأم محمد، وأمهم ليلى بنت مسعود بن خالد من بني نهشل بن دارم.
- جعفر وأبو سعيد، وأمهما أم الحسن بنت كعب بن عبد الله من بني عامر بن صعصعة.
- حُميد والحسن لأم ولد.
- معاوية لأم ولد.
- إسحاق لأم ولد.
- إسماعيل لأم ولد.
- قثم لأم ولد.
- العباس لأم ولد.
- أم عون لأم ولد.

## روايته للحديث النبوي
- روى عن: عمه علي بن أبي طالب وأمه أسماء بنت عميس[4] والنبي محمد[2] وأبي بكر الصديق وعثمان بن عفان وعمار بن ياسر[8]
- روى عنه: أولاده إسماعيل وإسحاق ومعاوية بني جعفر ومحمد الباقر وسعد بن إبراهيم الزهري والقاسم بن محمد بن أبي بكر وابن أبي مليكة وعامر الشعبي وعروة بن الزبير وعباس بن سهل بن سعد وعبد الله بن محمد بن عقيل بن أبي طالب[4] والحسن المثنى والحسن بن سعد مولى الحسن بن علي وخالد بن سارة المخزومي وعبد الله بن الحسن المثنى وابن خالته عبد الله بن شداد بن الهاد وعبد الرحمن بن أبي رافع مولى النبي محمد وعبيد بن أم كلاب وعمر بن عبد العزيز ومحمد بن كعب القرظي ومورق العجلي وابنته أم أبيها بنت عبد الله بن جعفر.[1][9]
- منزلته عند أهل الحديث: روى له الجماعة.[6]